# Collyridina
Sous-tribu
Synonymes
- Colliurides Motschulsky, 1855
- Tracheloniadae Gistel, 1850

Les Collyridina forment une sous-tribu de coléoptères de la famille des Carabidae, de la sous-famille des Cicindelinae et de la tribu des Collyridini. 

## Genres
- Collyris Fabricius, 1801
- Neocollyris W. Horn, 1901
- Protocollyris Mandl, 1975

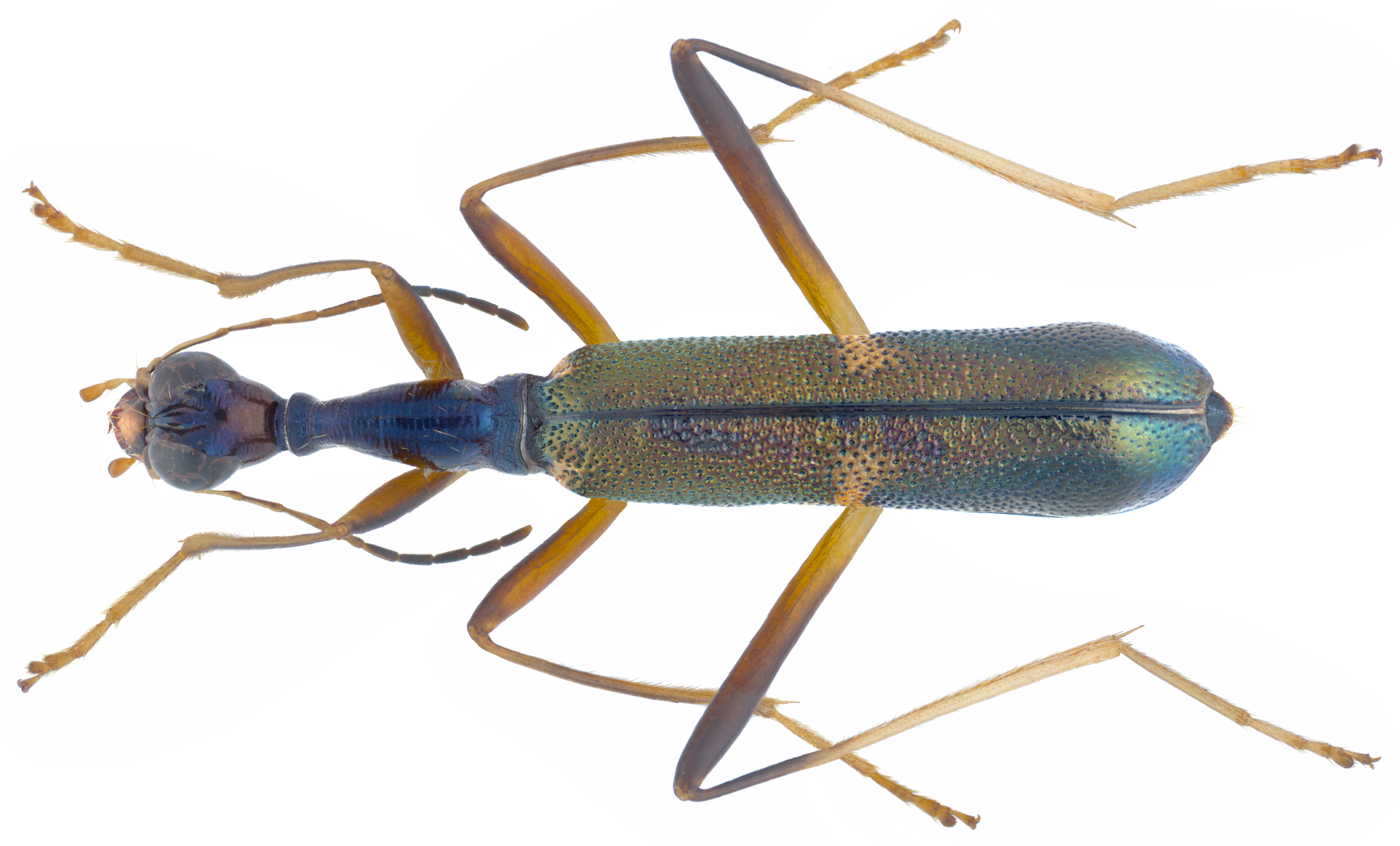
Neocollyris discretegrossesculpta, Parc national de Tam Dao, Vietnam.
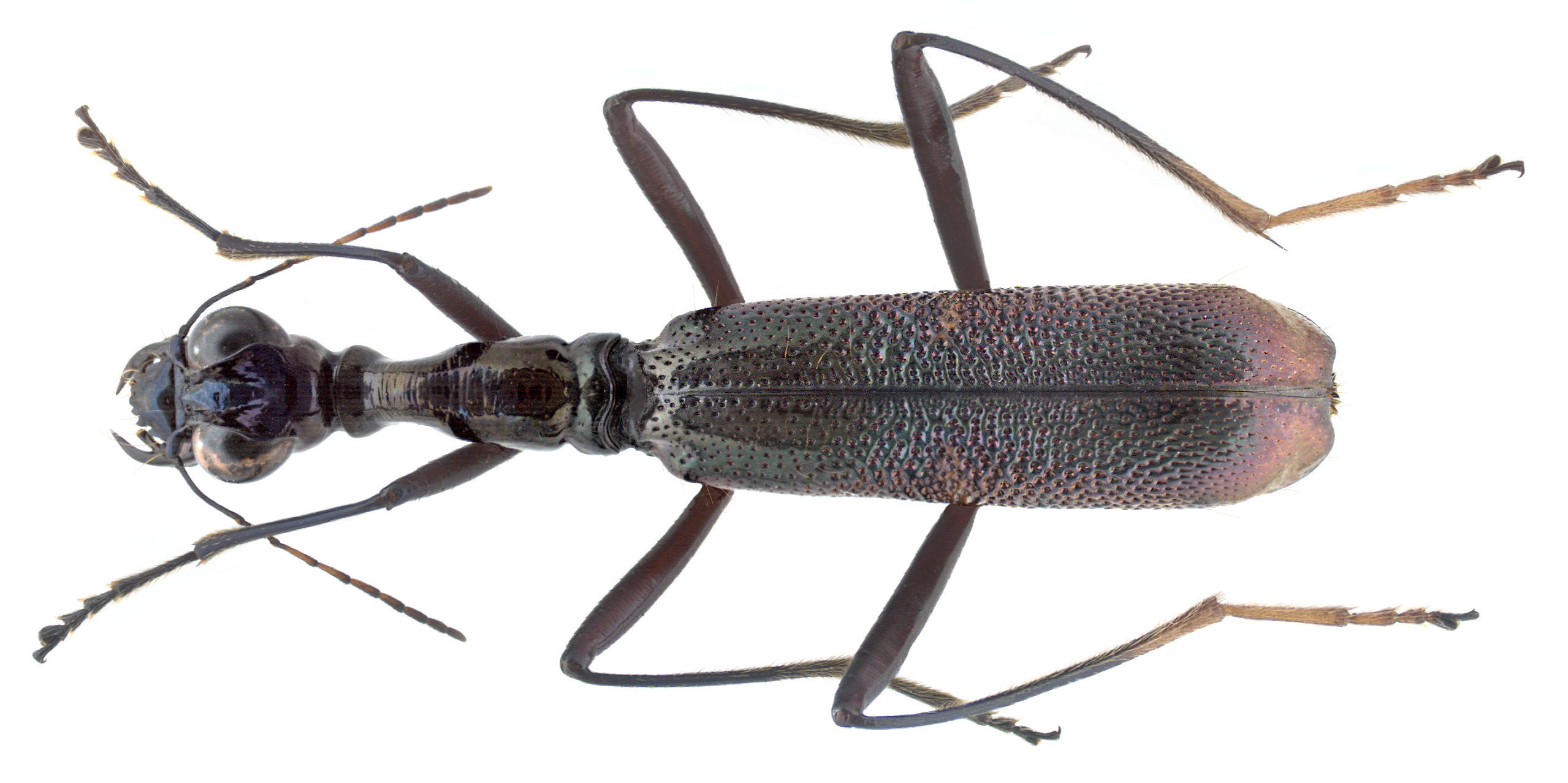
Neocollyris strangulata, Parc national de Tam Dao, Vietnam